# Antinaupathique
Les antinaupathiques (ou anti mal de mer) constituent une classe de médicaments destinés à lutter contre le mal des transports ou cinétoses.

## Étymologie
Le mot vient du grec ancien άντί / anti, « contre », ναυς / naus, « navire » et de παθός / pathos, « épreuve, affection ».

## Classes
Les antinaupathiques sont proches des antinauséeux ou des antiémétiques bien que certains traitements pharmaceutiques (métoclopramide, prochlorpérazine) soient efficaces pour les nausées et les vomissements mais ne le soient pas pour la cinétose en raison d'étiologies différentes.
On répertorie : 
- Les antagonistes des récepteurs muscariniques, par exemple l'atropine et la scopolamine[2] ;

- Les antagonistes des récepteurs H1 de l'histamine, par exemple le diménhydrinate[3] et la méclozine.